# 仙台港駅
仙台港駅（せんだいこうえき）は、仙台港北岸の宮城県仙台市宮城野区港4丁目にある仙台臨海鉄道の貨物駅。駅構内の一部が隣の多賀城市にかかっている。
仙台臨海鉄道臨海本線、仙台埠頭線、仙台西港線が接続する仙台臨海鉄道の中心駅。本社最寄駅で機関車が所属する仙台臨海鉄道機関区がある。

## 駅概要
地上駅。1面のコンテナホームがあり、ホームの南側と北側に1本ずつ荷役線がある。ホーム上には保税蔵置場を兼ねた上屋（コンテナヤード）がある。ホームの南側には機関区、その西側には駅の着発線が広がる。
仙台港駅と大阪府の吹田貨物ターミナル駅を福島県の郡山貨物ターミナル駅経由で結ぶ西濃運輸のブロックトレイン「カンガルーライナーSS60」が運行されている。
また、神奈川臨海鉄道横浜本牧駅との間に海上コンテナ専用輸送列車が運行されており、発送は平日の夜に、到着は火曜 - 土曜の早朝である。

## 歴史
- 1971年（昭和46年）10月1日：開業。
- 1988年（昭和63年）3月13日：コンテナ貨物の取扱を開始。
- 1998年（平成10年）3月23日：海上コンテナの取扱を開始。
- 2001年（平成13年）6月14日：保税蔵置場設置[2]。

## 取扱貨物
- コンテナ貨物
  - 12 ftコンテナ、ISO規格20・40 ft海上コンテナを取り扱う。東北地方で40 ftコンテナまで取り扱える貨物駅は、当駅と小名浜駅のみである[3]。
- 車扱貨物
  - 私有貨車の検査・修繕・解体業務等を受託しているため、それらの取り扱いがある。

## 利用状況
- 2003年度
  - コンテナ貨物 - 発送 68,114トン、到着 66,039トン
  - 車扱貨物 - 発送 159トン、到着 1,256トン
- 2004年度
  - コンテナ貨物 - 発送 69,470トン、到着 62,774トン
  - 車扱貨物 - 発送 400トン、到着 570トン

## 駅周辺
- 仙台港フェリー埠頭
- 西濃運輸仙台支店

## 隣の駅
仙台臨海鉄道
臨海本線
陸前山王駅 - 仙台港駅 - 仙台北港駅
仙台埠頭線
仙台港駅 - 仙台埠頭駅
仙台西港線
仙台港駅 - 仙台西港駅